# Пітер Меркадо
Пітер Тейлор Меркадо Назарено (ісп. Peter Taylor Mercado Nazareno, нар. 1 грудня 1981, Гуаякіль, Гуаяс, Еквадор) — еквадорський футболіст, півзахисник.

## Клубна кар'єра
Вихованець клубу «Рокафуерте» (Гуякіль). У 1999 році перейшов до клубу «Ель Насьйональ», в складі якого зіграв 3 поєдинки. З 2000 по 2003 роки виступав у клубах «Рокафуерте», «Гуаквіллас» та «Монтенегро».
Взимку 2003 року перейшов до українського клубу «Ворскла-Нафтогаз» з Полтави. У Вищій лізі дебютував 16 березня 2003 року в матчі проти «Олександрії» (2:1). У складі полтавського клубу в чемпіонатах України зіграв 29 матчів, ще 2 поєдинки провів у кубку України. Окрім цього з 2003 по 2004 рік зіграв 2 матчі (1 гол) за друголіговий фарм-клуб полтавчан, «Ворсклу-2». Меркадо став першим еквадорським футболістом в чемпіонаті України. Влітку 2004 року перейшов у криворізький «Кривбас». Але незабаром покинув клуб, зігравши лише 1 поєдинок за криворізьку команду в першості дублерів. 
Пізніше виступав за еквадорські команди: ЛДУ Лоха, «Емелек», «Універсідад Католіка» (Кіто), «Рівер Плейт» (Гуякіль), «Машук Руна», «Депортіво» (Кіто) та інші менш відомі клуби.

## Кар'єра в збірній
Залучався до юнацьких збірних Еквадору U-15 та U-17.